# إيغور كالشين
إيغور كالشين (بالروسية: Калешин, Игорь Сергеевич)‏ هو لاعب كرة قدم روسي في مركز الدفاع، ولد في 29 مايو 1983 في مايكوب في روسيا. لعب مع أرسنال تولا ونادي أورينبورغ.

## وصلات خارجية
- إيغور كالشين على موقع قاعدة بيانات كرة القدم.إي يو (الإنجليزية)
- إيغور كالشين على موقع Soccerway.com (الإنجليزية)